# Hybusa armaticollis
Hybusa armaticollis är en insektsart som först beskrevs av Blanchard 1851.  Hybusa armaticollis ingår i släktet Hybusa och familjen Proscopiidae. Inga underarter finns listade i Catalogue of Life.